# Juanjuí (distrito)
Juanjuí é um distrito do Peru, departamento de San Martín, localizada na província de Mariscal Cáceres.

## Transporte
O distrito de Juanjuí é servido pela seguinte rodovia:
- PE-5N, que liga o distrito de Chanchamayo (Região de Junín) à Ponte Integración (Fronteira Equador-Peru) - e a rodovia equatoriana E682 - no distrito de Namballe (Região de Cajamarca)
- PE-10B, que liga o distrito à cidade de Bambamarca (Região de La Libertad) [1][2][3]